# 162e division d'infanterie (Allemagne)
Pour les articles homonymes, voir 162e division.
La  162e division d'infanterie  (en allemand : 162. Infanterie-Division ou 162. ID) est une des divisions d'infanterie de la Wehrmacht durant la Seconde Guerre mondiale.

## Création
La 162. Infanterie-Division est formée le 1er décembre 1939 sur le Truppenübungsplatz (terrain d'entrainement) de Groß-Born dans le Wehrkreis II en tant qu'élément de la 7. Welle (7e vague de mobilisation).
Elle est détruite à Kalinine en janvier 1942.
Son état-major sera utilisé pour former l'état-major de la 162. (Turk.) Infanterie-Division

## Organisation

### Commandants
| Date                                | Grade           | Commandant     |
| ----------------------------------- | --------------- | -------------- |
| 1er décembre 1939 - 13 janvier 1942 | Generalleutnant | Hermann Franke |

### Officiers d'opérations (Generalstabsoffiziere (Ia))
| Date                             | Grade | Commandant                                   |
| -------------------------------- | ----- | -------------------------------------------- |
| ? décembre 1939 - ? janvier 1942 | Major | Hans-Werner Freiherr von Hammerstein-Gesmold |

## Théâtres d'opérations
- Allemagne : décembre 1939 - Juin 1941
- Front de l'Est, secteur Centre : juin 1941 - Janvier 1942
  - 1941 - 1942 : opération Barbarossa
    - 22 octobre 1941 au 22 janvier 1942 : bataille de Moscou

## Ordres de bataille
1939
- Infanterie-Regiment 303
- Infanterie-Regiment 314
- leichte Artillerie-Abteilung 236

1940
- Infanterie-Regiment 303
- Infanterie-Regiment 314
- Infanterie-Regiment 329
- Artillerie-Regiment 236
- Pionier-Bataillon 236
- Panzerjäger-Abteilung 326
- Infanterie-Divisions-Nachrichten-Abteilung 236
- Infanterie-Divisions-Nachschubführer 236

## Décorations
Des membres de cette division ont été récompensés à titre personnel pour leurs faits de guerre:
- Croix allemande
  - en Or :  2